# Municipio de Elkland (Míchigan)
El municipio de Elkland (en inglés: Elkland Township) es un municipio ubicado en el condado de Tuscola en el estado estadounidense de Míchigan. En el año 2010 tenía una población de 3528 habitantes y una densidad poblacional de 38,29 personas por km².

## Geografía
El municipio de Elkland se encuentra ubicado en las coordenadas 43°37′53″N 83°10′25″O / 43.63139, -83.17361. Según la Oficina del Censo de los Estados Unidos, el municipio tiene una superficie total de 92.14 km², de la cual 90,65 km² corresponden a tierra firme y (1,61 %) 1,48 km² es agua.

## Demografía
Según el censo de 2010, había 3528 personas residiendo en el municipio de Elkland. La densidad de población era de 38,29 hab./km². De los 3528 habitantes, el municipio de Elkland estaba compuesto por el 97,19 % blancos, el 0,28 % eran afroamericanos, el 0,4 % eran amerindios, el 0,31 % eran asiáticos, el 0,23 % eran de otras razas y el 1,59 % eran de una mezcla de razas. Del total de la población el 2,24 % eran hispanos o latinos de cualquier raza.